# Cech piekarzy

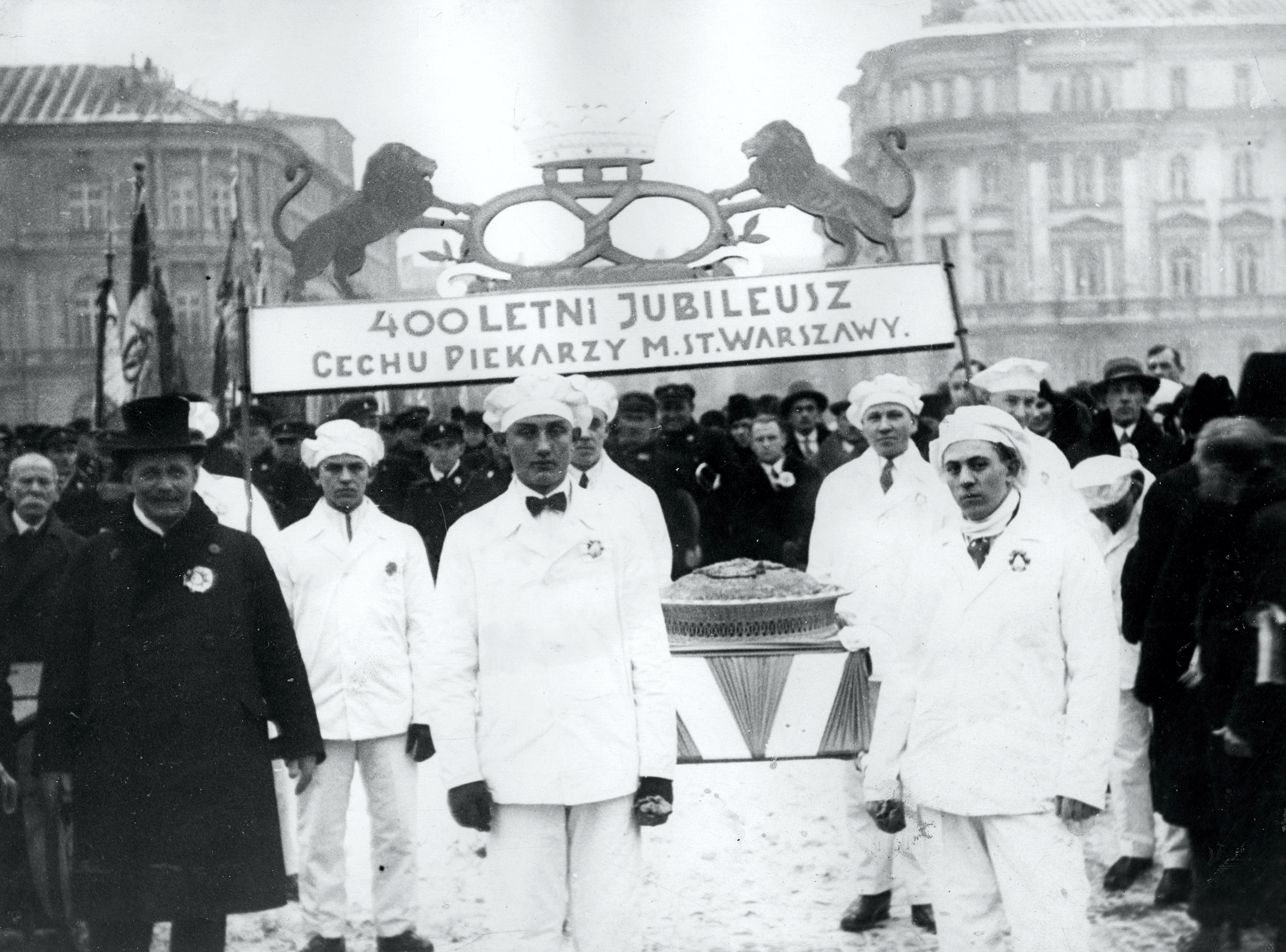
Jubileusz 400-lecia cechu piekarzy warszawskich

Cech piekarzy - związek rzemieślników zrzeszający piekarzy.

## Historia
Z tradycji przyjmuje się, że początki cechu piekarzy sięgają 1520 - taka data była umieszczona w Sali Rzemieślniczej dawnego Ratusza warszawskiego. Dokument z 1542 zawiera informację o starszym cechu piekarzy. Z 1570 pochodzi przywilej króla Zygmunta Augusta nadający status cechowi w Warszawie.
W początkach swojego istnienia cech nie liczył dużo członków, pod koniec XVI wieku było w nim około 10 Mistrzów piekarskich. Rozwój Warszawy jako miasta stołecznego spowodował rozwój cechu. Na początku XVII wieku na Nowym Mieście powstał oddzielny cech piekarzy, którzy otrzymali przywileje w 1627, 1633, 1649. Przed 1702 nastąpiło połączenie obu cechów. W 1792 w Warszawie pracowało 149 mistrzów piekarskich oraz było ponad tysiąc czeladników. Wiek XIX był okresem dynamicznego rozwoju i w 1899 w samym cechu było 65 mistrzów i 1500 czeladników.
Czas I wojny światowej spowodował, że w 1916 było 370 czeladników, a w 1918 było tylko 137 uczniów(brak informacji o czeladnikach). 
Po odzyskaniu niepodległości sytuacja ogólna spowodowała powołanie w grudniu 1923 Centralnego Związku Mistrzów Piekarskich z siedzibą w Warszawie. W 1928 zmieniono nazwę na Centralny Związek Cechów Piekarskich. Ustawa z 1927 dopuszczała powstawanie żydowskich korporacji rzemieślniczych. 
Nie zachował się statut Cechu Piekarzy jaki został złożony w 1928 władzom miasta (w 1944 spłonęło archiwum Magistratu m.st. Warszawy). W 1935 część mistrzów piekarskich oddzieliła się i utworzyła "Stowarzyszenie Mistrzów Piekarskich Chrześcijan m.st. Warszawy". W listopadzie 1938 Cech Piekarzy zmienia nazwę na "Cech Piekarzy Chrześcijan m.st. Warszawy". W czasie okupacji nastąpiło zjednoczenie cechów piekarskich w Warszawie.